# أدب البرتغال
الأدب البرتغالي بدأ ظهوره بالشعر الغنائي في الأغاني التي جمعت فيما بعد، ونشرت بعنوان: «كتب الأغاني» ألفت في عهد الملك ألفونسو 3، الذي كان يشجع الشعر، وحذا حذوه ابنة الملك دينيس (1279 – 1325) وكان شاعراً. وتشبه هذه الأغاني في مجموعها أغاني البروفنسال، ولكنها تتميز عنها بطابعها الخاص، وبأوزانها البرتغالية والغاليسية، (وكانت الغاليسية حينئذ إحدى لهجات اللغة البرتغالية لا الإسبانية).

## منابع الأدب البرتغالي

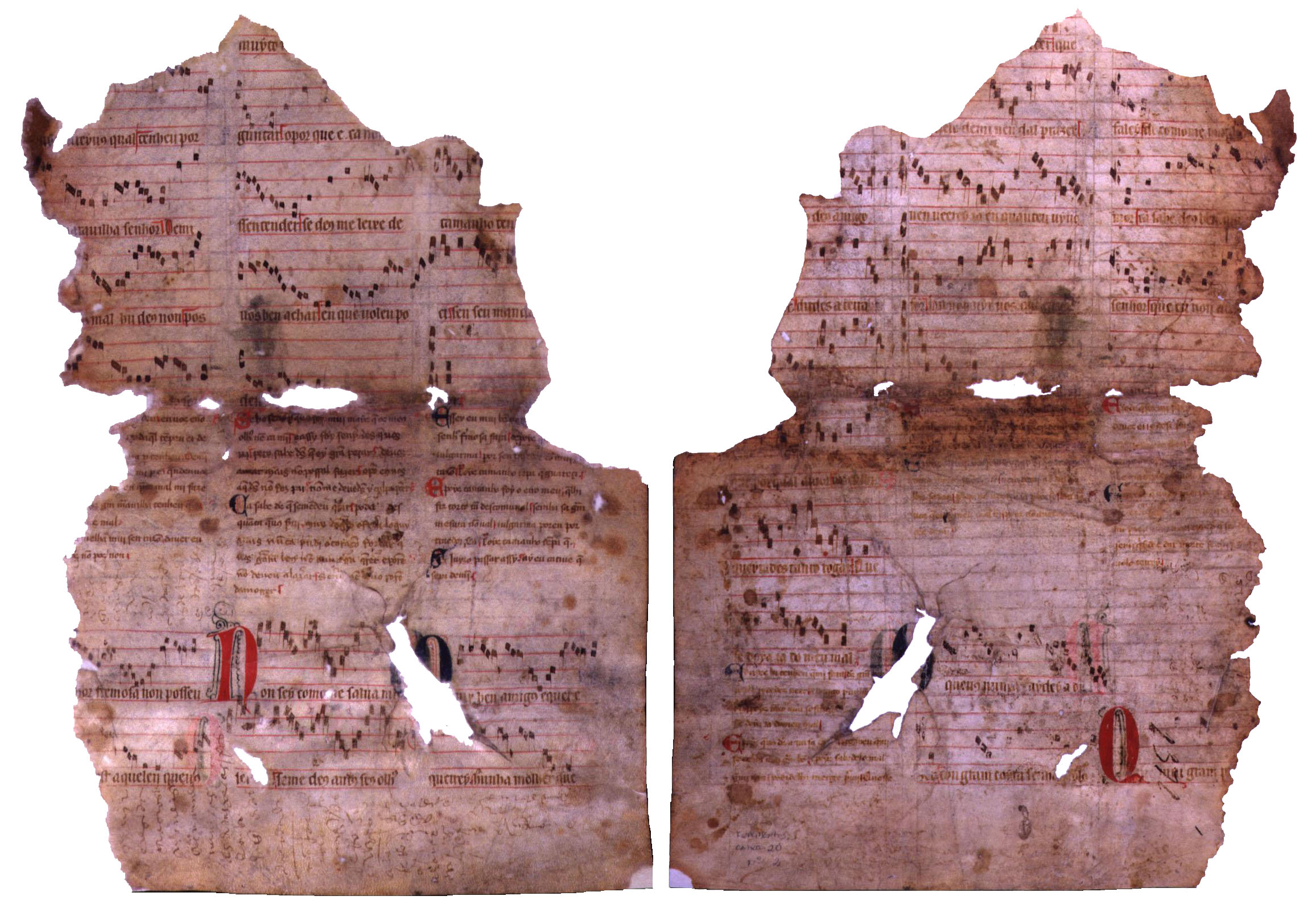

ويقال أن اللهجة الغاليسية كانت شائعة جدا ً بحيث استخدمت في القصائد الغنائية في شتى أنحاء شبه جزيرة أيبريا في القرن 13. وكان مصير القصائد البديعة التي تحويها مجموعات «كتب الأغاني» هو النسيان حينا ً من الزمان، إذ إنهالم تكتشف إلا في القرن 19. وقذ ألقت دراستها – ولاسيما في القرن 20 – ضوءا ً جديدا ً على ماضي الأدب البرتغالي وبعد هذه «الأغاني» العظيمة ولفترة تزيد على القرن لم يصل إلينا أي عمل أدبي برتغالي حتى (1516) إذ نجد مجموعة المختارات من الشعر البرتغالي التي أعدها جارسيا دو ريزنده، وهذه تحوي قصائد من نوع شعر البلاط تعوزها روح «الأغاني» وأصالتها وتتميز بالصنعة والتكلف وإن كانت في الواقع لاتخلو خلوا ً تاما ً من الجمال والجاذبية. وفي ذلك الوقت أيضا ً كانت المحاولات الأولى في كتابة التاريخ باللغة البرتغالية بدلاً من اللغة اللاتينية ومن أهمها محاولات فرناو لوبيس، وجوميس يانس دو أزورارا، فكان ذلك بداية تطور النثر البرتغالي وإن كان كتاب «المستشار الأمين» الذي ألفه الملك ديوارت بالنثر، يرجع إلى فترة سابقة.وقد بلغ الأدب البرتغالي ذروته في عصر النهضة الذي يعتبر بحق عصره الذهبي، وإن بدأ متاخرا ً في البرتغال. وكانت أهم أنواع الأدب في عصر النهضة بالبرتغال هي المسرحية والشعر، فظهر «جيل فيسنت» وهو من أعظم الكتاب باللغتين البرتغالية والإسبانية على السواء، وكان كاتبا ً مسرحيا ً فذا ً، وشاعرا ً كبيرا ً، تضاءلت إلى جواره موهبة كتاب مثل أنطونيو فيريرا. أما الأساليب والأشكال الأدبية الإيطالية فقد أدخلها إلى البرتغال س. دو ميراندا، وأصحاب شعر الرعاة مثل ديوجو برنارديس وبرنادريم ريبيرو، وعلى الرغم من أن كمويسن قد تاثر بالآداب الأجنبية في عصر النهضة، إلا أنه كان يميز بأصالة تامة. وقد ألف أشهر الآثار الأدبية البرتغالية جميعا ً، وهي ملحمته «اللوزيادة» كما أنه ألف عدة قصائد غنائية رائعة، كانت وحدها كفيلة بإيصاله إلى الشهرة العالمية التي يتمتع بها. كذلك ظهرت في عصر النهضة عدة كتب هامة في التاريخ والرحلات مثل مؤلفات: دو باروس، وفرناو منديس بينتو. وبعد انقضاء عصر النهضة عانى الأدب البرتغالي فترة ركود طويلة حاول فيها الأدباء تقليد كمويسن في الملاحم والقصائد المتقنة الصنعة فكانت النتائج آثار لا حياة فيها.ولم ينتج العصر الكلاسيكي في البرتغال أي آثار ذات قيمة كبيرة فيما عدا كتابات أنطونيو فيرا النثرية الذي يمكن اعتباره من كتاب البرازيل أيضاً. أما الكتاب الرائع: «رسائل راهبة برتغالية» الذي ألفته ماريانا الكوفورادو، فهو لا ينتمي إلى المدرسة الكلاسيكية ويعتبر فريدا ً من نوعه كما أنه لم يعرف في البرتغال إلا من خلال ترجمته الفرنسية. ولم ينهض الأدب البرتغالي من فترة الركود هذه إلا على يد الميدو جوريت الذي وقع تحت مؤثرات فرنسية، وأدخل الحركة الرومانسية في البرتغال ثم انتشرت الرومانسية فأصبحت الاتجاه الشائع في الشعر والنثر، بل في الكتابات التاريخية أيضا ً مثل كتابات هركولانو دو كارفالهو. وكما حدث في بلاد أوروبا الأخرى تحولت الرومانسية بمرور الوقت إلى اتجاه متطرف متصنع فحل محلها الاتجاه الرمزي وإن كانت الأحداث السياسية صبغت شعر بعض الشعراء أمثال انتيرو دو كنتال، وتيوفيلو براجا، وجرو جونكار، بطابع سياسي. أما الشاعر راموش فلم يكن ينتمي إلى أي مدرسة. ثم حلت الواقعية محل الرمزية بتأثير الأدب الفرنسي فظهر الروائي الكبير جوزية ماريا دو كيروز. الذي تتميز رواياته بالتحليل النفسي العميق والأسلوب البديع واللهجة الساخرة. ولاتزال هذه الخصائص هي التي يسعى إليها كتاب البرتغال حتى الآن. ولم يكن لمحاولات صديقه راملو أورتيجاو المفرطة في الواقعية، تأثير كبير فيمن جاء بعده. كذلك من كتاب التراجم الذين لهم قراء كثيرون: جواكيم أوليفيرا مارتينز، وإن كان ينزع إلى الإطناب والأحكام التأثرية، ويخلو من العمق.